# دهستان خطبه‌سرا
دهستان خطبه سرا نام دهستانی در بخش کرگان‌رود شهرستان طوالش، استان گیلان در ایران است. براساس سرشماری مرکز آمار ایران در سال ۱۳۸۵، جمعیت آن ۱۳۴۹۵ نفر (۳۴۳۶ خانوار) بوده‌است.